# Epicauta atrivittata
Epicauta atrivittata är en skalbaggsart som först beskrevs av Leconte 1854.  Epicauta atrivittata ingår i släktet Epicauta och familjen oljebaggar. Inga underarter finns listade i Catalogue of Life.